# Puya minima
Puya minima är en gräsväxtart som beskrevs av Lyman Bradford Smith. Puya minima ingår i släktet Puya och familjen Bromeliaceae. Inga underarter finns listade i Catalogue of Life.

## Bildgalleri

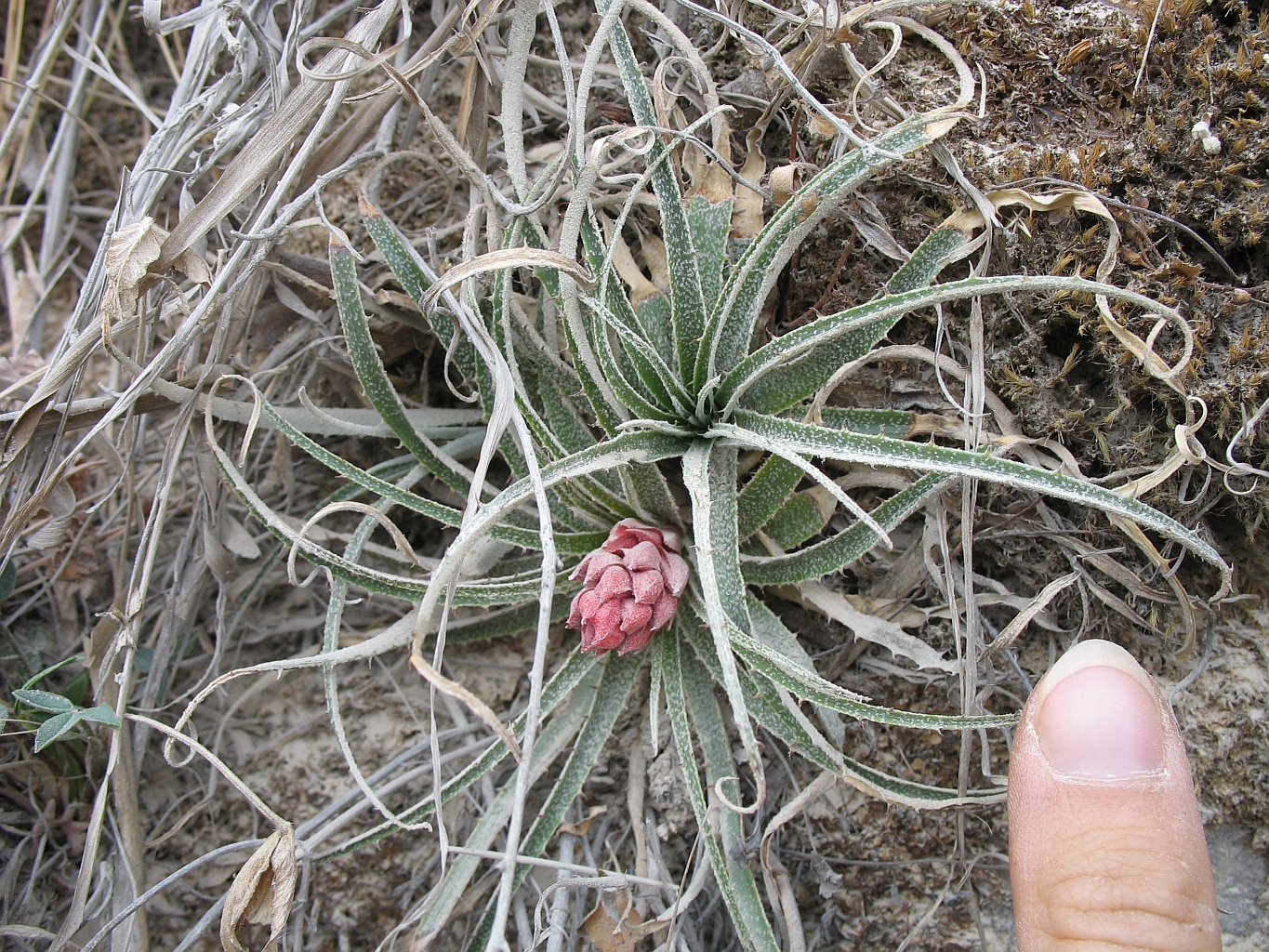